# Eulophia anjoanensis
Eulophia anjoanensis là một loài thực vật có hoa trong họ Lan. Loài này được (Rchb. f.) P.J. Cribb mô tả khoa học đầu tiên năm 1999.